# Кнопф, Альфред Абрахам
Альфред Абрахам Кнопф (англ. Alfred Abraham Knopf; 12 сентября 1892, Нью-Йорк, США — 11 августа 1984, Перчейз, штат Нью-Йорк, США) — американский издатель XX века, основатель компании Alfred A. Knopf, Inc. Был известен особым вниманием к качеству печати, переплета и дизайна издаваемых книг, заслужил репутацию пуриста как в отношении содержания, так и внешнего представления литературного материала.

## Биография
Родился в еврейской семье в Нью-Йорке. Его отец, Самуил Кнопф, занимал руководящую должность в рекламном бизнесе и оказывал услуги финансового консультанта. Мать, Ида Япхе, работала школьной учительницей. Самуил Кнопф был родом из Варшавы, приехал в Нью-Йорк со своими родителями. Сделал финансовую карьеру, дойдя до должности директора в небольшом торговом банке. Ида Япхе была родом из Латвии, также с семьёй эмигрировала в Нью-Йорк. Первое время родители Кнопфа жили на Среднем Западе и в штате Виргиния. Мать покончила с собой, когда Альфреду было пять лет, а его сестре Софие исполнилось почти в два года. В тот день отец подал на развод, в котором обвиняя Иду в супружеской неверности. Позже отец женился на Лилиан Харрис, у которой была дочь Берта от предыдущего брака. В новом браке родился ещё один сын, Эдвин Х. Кнопф. Впоследствии он некоторое время работал у Альфреда, но выбрал карьеру кинорежиссёра и продюсера.
Альфред учился в Колумбийском университет на подготовительном курсе школы права. Входил в Пиетологическое общество (дискуссионный и литературный клуб университета) и Общество Кабаньей головы. На старших курсах стал интересоваться издательским бизнесом, став рекламным менеджером студенческого журнала. Предполагается, что его интерес к издательской деятельности зародился в переписке с британским писателем Джоном Голсуорси. Голсуорси стал предметом квалификационной работы Кнопфа, и после визита к писателю в Англию Кнопф отказался от юридической карьеры, чтобы заняться публикацией книг.
Кнопф познакомился со своей будущей женой и деловым партнером, Бланш Вольф, в 1911 году на приёме в Lawrence Athletic Club. Их отношения строились на взаимной любви к книгам. Бланш описывала это так: «Альфред понял, что я читаю книги постоянно, и он никогда не встречал девушку, которая бы так делала… Я встречалась с ним, и мы говорили о книгах; он никому не нравился… и меньше всего моей семье. Но он нравился мне, потому что с ним можно было говорить о книгах, и мы говорили о создании книг… Мы решили пожениться, и делать книги, и публиковать их». Альфред и Бланш заключили брачный союз 4 апреля 1916 года.
В 1912—1913 годах Кнопф работал клерком в Doubleday, затем с 1914 года стал помощником редактора у Митчелла Кеннерли.
В 1915 году Альфред Кнопф и Бланш Кнопф основали издательство Alfred A. Knopf. Первоначально компания сосредоточила усилия на публикации европейской, особенно русской, литературы, отсюда и выбор изображения борзой собаки в качестве колофона (эмблемы издательства). В то время европейская литература была в значительной степени обойдена вниманием американских издателей. Кнопф опубликовал произведения таких авторов, как Симона де Бовуар, Альбер Камю, Джозеф Конрад, Э. М. Форстер, Зигмунд Фрейд, Андре Жид, Франц Кафка, Д. Г. Лоуренс, Томас Манн, Уильям Сомерсет Моэм, Т. Ф. Поуиса, Уиндхэм Льюис и Жан-Поль Сартр. Бланш получила известность как превосходный редактор, Альфред в большей степени сосредоточился на продажах, чем на редактировании.
Кнопф также публиковал американских авторов. В их числе Конрад Айкен, Джеймс Болдуин, Джеймс М. Каин, Теодор Драйзер, Ширли Энн Грау, Дэшил Хэммет, Лэнгстон Хьюз, Линдси Вахель, Г. Л. Менкен, Джордж Джин Натан, Джон Апдайк, и — любимица Кнопфа — Уилла Кэсер. С 1924 по 1934 год издательство выпускало литературный журнал The American Mercury, основанный Менкеном и Натаном. Кнопф часто завязывал приятельские отношения с авторами. Личный интерес к истории, социологии и науке в целом привели к тесным дружеским отношениям с представителями научного сообщества, среди которых были известные истории — Ричард Хофстэдтер, Артур Шлезингер и Самуэль Морисон. Активный республиканец до Уотергейтского скандала, Кнопф часто вступал в длительные переписки с законодателями. С 1940 по 1946 год он был также членом жюри Премии Пибоди.
Сам Кнопф также писал книги. Среди его произведений Some Random Recollections, Publishing Then and Now, Portrait of a Publisher, Blanche W. Knopf: July 30, 1894—June 4, 1966 и Sixty Photographs.
Когда сын Кнопфа, также Альфред Абрахам Кнопф, в 1959 году покинул компанию родителей, чтобы основать собственное издательство Atheneum Publishers, Альфред и Бланш стали беспокоиться о будущем своего бизнеса, который всегда была семейным. Проблема разрешилась в 1960 году, когда произошло слияние издательства с Random House, принадлежавшим близкие друзьям Кнопфов, Беннетту Серфу и Дональду Клопферу. Кнопф сохранял полный редакционный контроль в течение пяти лет, а затем отказался только от права вето на выбор других редакторов. Редакционные отделы двух компаний оставались раздельными, и книги импринта Alfred A. Knopf сохраняли свой особый характер. Кнопф назвал слияние «идеальным браком».
Random House, в конце концов, стал подразделением крупной медиакомпании Bertelsmann AG, которая сохранила импринт Alfred A. Knopf.
Бланш Кнопф умерла в июне 1966 года. В апреле 1967 года Альфред Кнопф женился на Хелен Норкросс Хедрик. Он умер от сердечной недостаточности 11 августа 1984 года в своем имении в Перчейзе, штат Нью-Йорк.